# Bożenna Urbańska
Bożenna Maria Urbańska (ur. 6 stycznia 1938 w Bystrzycy) – polska filolog i polityk, posłanka na Sejm PRL IX i X kadencji.

## Życiorys
Ukończyła w 1961 studia na Uniwersytecie im. Adama Mickiewicza, uzyskując tytuł zawodowy magistra filologii polskiej. Pracowała na stanowisku bibliotekarza. W latach 1961–1978 pracowała jako nauczycielka, a od 1978 była dyrektorem Biblioteki Publicznej w Środzie Wielkopolskiej. Była wiceprzewodniczącą Ligi Kobiet Polskich w tym mieście.
W 1968 wstąpiła do Polskiej Zjednoczonej Partii Robotniczej. W 1985 i 1989 uzyskiwała mandat posła na Sejm PRL IX i X kadencji z okręgu Poznań-Nowe Miasto. Na koniec X kadencji należała do Parlamentarnego Klubu Lewicy Demokratycznej. W trakcie pracy w parlamencie zasiadała m.in. w Komisji Kultury i Środków Przekazu oraz w trzech komisjach nadzwyczajnych. Nie ubiegała się o reelekcję w 1991.
Od 1998 do 2002 zasiadała w radzie powiatu średzkiego I kadencji jako jej wiceprzewodnicząca. Objęła funkcję prezesa zarządu Średzkiego Towarzystwa Kulturalnego oraz redaktora naczelnego „Średzkiego Kwartalnika Kulturalnego”.

## Odznaczenia
- Krzyż Kawalerski Orderu Odrodzenia Polski (1989)
- Złoty Krzyż Zasługi (1982)
- Medal 40-lecia Polski Ludowej (1985)
- Odznaka „Zasłużony Działacz Kultury” (1980)[3]